# Tái sinh duyên (phim truyền hình 2007)
Tái sinh duyên: Mạnh Lệ Quân (tiếng Trung: 再生缘之孟丽君传, bính âm: Zai sheng yuan, tiếng Anh: Another Lifetime of Fate hoặc The Legend of Meng Li Jun) là một bộ phim cổ trang dài 42 của Trung Quốc sản xuất vào năm 2006 và bắt đầu phát sóng vào đầu năm 2007. Bộ phim được chuyển thể từ tiểu thuyết cùng tên của nữ sĩ thời nhà Thanh Trần Đoan Sinh, kể về cuộc đời kỳ lạ của nhân vật nữ trung hào kiệt Mạnh Lệ Quân.

## Nội dung
Bản phim Tái sinh duyên năm 2007 đưa khán giả đến góc nhìn của thời hiện đại để truyền tải về cuộc đời truyền kỳ của kỳ nữ Mạnh Lệ Quân, một cô gái tài hoa xuất chúng với tấm lòng son sắt, trung kiên và đầy hoài bão. 
Mạnh Lê Quân là con gái khuê các của Mạnh Sỹ Nguyên. Lệ Quân tình cờ gặp và bén duyên cùng với Hoàng Phủ Thiếu Hoa, con trai của Tướng quân Hoàng Phủ Kính. Do hiểu lầm Lệ Quân có tình ý với Lưu Khuê Bích nên Hoàng Phủ Kính ngăn cấm con trai kết duyên với Mạnh Lệ Quân.
Hoàng Phủ Kính bị Lưu Tiệp hãm hại sau lưng, làm gian tế cho Ô Tất Khuyết khiến Hoàng Phủ Kính bị địch bắt và mang tiếng oan là phản bội lại đất nước. Cả gia đình bị tru di tam tộc, làm cho Hoàng Phủ Thiếu Hoa bị truy nã. Mạnh Lệ Quân thì bị ép lấy Lưu Khuê Bích, con trai của Lưu Tiệp. Lệ Quân không đành lòng nên đã nhờ Tô Ánh Tuyết, một a hoàn trong nhà, đóng giả thành mình để kết duyên với Lưu Khuê Bích. Vào đêm tân hôn, Tô Ánh Tuyết biết được mọi âm mưu của tên Lưu Tiệp, Ánh Tuyết định ám sát hắn, nhưng không thành, Ánh Tuyết căm phẫn, nhảy xuống sông tự vẫn, được Dương Thừa Tướng cứu sống, sau đó, cô đổi tên thành Tô Tố Hoa, làm ái nữ của Dương Thừa Tướng.
Gia đình Mạnh Sỹ Nguyên bị kết tội con gái ám sát Lưu Tiệp, bị tịch thu tài sản và đày ra đảo Sa Môn.
Mạnh Lệ Quân cùng a hoàn Dung Lan lưu bạt, sống những ngày tháng thiếu thốn, khiến cho a hoàn Dung Lan sinh bệnh mà chết.
May thay, Mạnh Lệ Quân gặp được 1 thầy y, và 1 cô gái có dung mạo giống hệt với Dung Lan, tên Hương Mai, Thầy y dạy nghề cho Lệ Quân và hướng dẫn cô giả làm nam nhi, đổi tên thành Lệ Quân Ngọc thi đỗ trạng nguyên, làm quan trong triều để tìm cách minh oan cho gia đình và cứu lấy vị hôn phu Hoàng Phủ Thiếu Hoa. Đồng thời, Mạnh Lệ Quân phải gánh vác trọng nhiệm giúp nhà vua chống lại nạn gian thần lộng quyền cũng như mối họa giặc ngoại xâm, với ước mong xây dựng giang sơn, xã tắc và đem lại cuộc sống hòa bình, no ấm cho người dân.

## Diễn viên
- Lý Băng Băng vai Mạnh Lệ Quân
- Quan Hiểu Đồng vai Mạnh Lệ Quân (lúc nhỏ)
- Huỳnh Hải Băng vai Hoàng Phủ Thiếu Hoa
- Tôn Ninh vai Hoàng Phủ Trường Hoa
- Lưu Vệ Hoa vai Hoàng Phủ Kính
- Tôn Hưng vai Lưu Tiệp
- Trần Long vai Lưu Khuê Bích
- Vương Linh vai Lưu Yến Ngọc
- Thạch Tiểu Quần vai Tô Ánh Tuyết/Tô Tố Hoa
- Cao Hâm vai Hoàng Thượng

Nguồn:

## Nhạc phim
| Tên               | Lời                    | Trình bày  |
| ----------------- | ---------------------- | ---------- |
| Phiêu (OST)       | Hồng Huy               | Ngô Anh Tử |
| Vũ Hoa (Nhạc kết) | Lương Mang, Bào Bỉ Đạt | Quách Dung |

## Hậu trường
Lần đầu tiên Lý Băng Băng đóng vai diễn cải trang.